# Axe Edge
Axe Edge är ett berg i Storbritannien.   Det ligger i grevskapet Derbyshire och riksdelen England, i den södra delen av landet, 230 km nordväst om huvudstaden London. Toppen på Axe Edge är 546 meter över havet.
Terrängen runt Axe Edge är kuperad västerut, men österut är den platt.Runt Axe Edge är det ganska tätbefolkat, med 166 invånare per kvadratkilometer. Trakten runt Axe Edge består i huvudsak av gräsmarker.